# Achille de Jouffroy
Pour les articles homonymes, voir Jouffroy.
Achille François Éléonore, marquis de Jouffroy d'Abbans, est un ingénieur militaire, maître de forges et homme de lettres français né le 20 janvier 1785 à Écully et mort le 1er décembre 1859 à Turin.

## Biographie
Achille de Jouffroy est le fils de Claude François Dorothée de Jouffroy d'Abbans et de Marie-Magdeleine de Pingon de Vallier. 
Ingénieur dans les forces maritimes du royaume d'Italie, directeur pendant deux ans des mines de plomb de Vice Novo puis commissaire des guerres du 2e corps d'armée à Udine, il revint en France en 1814 et suivit Louis XVIII à Gand en 1815 qui le nomma chevalier de la légion d'honneur. 
Directeur de la Gazette de France de 1816 à 1823, il est auteur de diverses publications, dont les Fastes de l'anarchie sur la Révolution.
En 1826, il rencontre, dans un cercle de légitimistes parisiens, dom Antoine, abbé de l'abbaye de Melleray. Impressionné par la réussite de l'établissement religieux en matière agricole, il décide d'acquérir un domaine voisin, la Jahotière (Loire-Inférieure). Après avoir entamé l'exploitation agricole de ses nouvelles terres, il y découvre un gisement de fer. Il décide alors de se lancer dans l'exploitation du minerai, d'autant qu'il est convaincu de la présence de houille, ce qui permet d'envisager un développement industriel. Le journal nantais Le Breton se fait l'écho de perspectives alléchantes. Le maire de Nantes, Louis-Hyacinthe Levesque, se joint à l'affaire. Des investissements importants permettent de construire une forge avec haut-fourneau et logement pour les ouvriers. Mais rapidement on constate qu'il n'y a pas de charbon dans le sous-sol ; les perspectives de rendement ne sont pas à la hauteur de l'investissement.
Après la Révolution de juillet 1830 et la chute de Charles X, il se retire à Londres, où il publie le journal La Légitimité dont la publication est interdite en France. Il abandonne ensuite la politique et retourne en France où il fait breveter plusieurs inventions dont en 1843, un système de chemin de fer comportant un troisième rail à crémaillère. 
En 1856, le gouvernement sarde lui demande un projet de chemin de fer à travers les Alpes par le Mont Cenis, il se rend pour cela en Italie mais meurt à Turin le 1er décembre 1859,.

## Œuvres
- Nouveau système économique de voies ferrées applicable aux montagnes comme aux plaines, aux courbes de trés-faibles rayons et aux routes existantes, par feu le marquis Achille de Jouffroy (1863)
- Dictionnaire des erreurs sociales ou Recueil de tous les systèmes qui ont troublé la société, depuis l'établissement du christianisme jusqu'à nos jours (1852)
- Dictionnaire des inventions et découvertes anciennes et modernes, dans les sciences, les arts et l'industrie... (1852)
- Dictionnaire des erreurs sociales (1852)
- Chemins de fer, simple note [sur la locomotive inventée par l'auteur. Signé : Mis de Jouffroy] (1844)
- Chemins de fer, système Jouffroy, quelques mots à MM. les directeurs du chemin de fer de Paris à Versailles (rive gauche). [Signé : Mis Achille de Jouffroy.] (1844)
- Chemins de fer, système Jouffroy, quelques mots à MM. les rédacteurs du "Journal des débats", à propos de leur article relatif au rapport de M. Mallet sur le chemin de fer atmosphérique. [Signé : Achille de Jouffroy.] (1844)
- Des bateaux à vapeur (1841)
- Des Bateaux à vapeur, précis historique de leur invention, essai sur la théorie de leur mouvement et description d'un appareil palmipède applicable à tous les navires, ouvrage lu à l'Académie des sciences le 18 novembre 1839, par le marquis Achille de Jouffroy, etc. (1839)
- Introduction à l'histoire de France, ou Description physique, politique et monumentale de la Gaule jusqu'à l'établissement de la monarchie, par Achille de Jouffroy, etc. et Ernest Breton, etc. (1838)
- Introduction à l'histoire de France, ou description physique, politique et monumentale de la Gaule jusqu'à l'établissement de la monarchie (1838)
- Introduction à l'histoire de France, ou description physique, politique et monumentale de la Gaule jusqu'à l'établissement de la monarchie (1838)
- Considérations sur le Portugal (1833)
- Adieux à l'Angleterre, par le Cte Achille de Jouffroy (1832)
- Avertissement aux souverains, sur les dangers actuels de l'Europe (1831)
- Du nouveau ministère (1829)
- Notice sur les manufactures de fer du comté de Staffort. [Signé : Cte Achille de Jouffroy.] (1826)
- Le vampire. - par MM. ***, représenté, pour la première fois, sur le théâtre de la porte Saint-Martin, le 13 juin 1820. - [1] (1824)
- Réclamation de l'ordre de Saint-Jean-de-Jérusalem au congrès de Vérone (1823)
- Réclamation de l'Ordre de Saint-Jean de Jérusalem au congrès de Vérone. [Signé : le Cte Achille de Jouffroy.] (1823)
- Les siècles de la monarchie française, ou description historique de la France, depuis ses premiers siècles jusqu'à Louis XVI, présentant pour chaque siècle le tableau des révolutions de la monarchie, de ses agrandissements, de ses institutions politiques et religieuses, des mœurs, des monuments, etc. Précédé d'une dissertation sur l'état des Gaules sous la domination romaine à l'époque de l'invasion des Barbares (1822) avec Achille de Jouffroy (1785-1859) comme Autre
- Les Siècles de la monarchie française, ou Description historique de la France depuis ses premiers siècles jusqu'à Louis XVI... Précédé d'une Dissertation sur l'état des Gaules sous la domination romaine à l'époque de l'invasion des Barbares. Par... Achille de Jouffroy et J.-J. Jorand... (1822)
- Les Fastes de l'anarchie, ou Précis chronologique des événemens mémorables de la Révolution française, depuis 1789 jusqu'en 1804 (1820)
- Réclamation en faveur de Monique, Vve Othon, âgée de 21 ans, condamnée à mort par la cour d'assises du Calvados. [Signé : Achille de Jouffroy.] (1820)
- Les Fastes de l'anarchie ou précis chronologique des événemens mémorables de la révolution française depuis 1789 jusqu'en 1804 (1820)
- Le Vampire, mélodrame en 3 actes, avec un prologue, par MM*** [Carmouche, Ch. Nodier et A. de Jouffroy] musique de M. Alexandre Piccini... [Paris, Porte Saint-Martin, 13 juin 1820.] (1820)
- Des idées libérales des français en mai 1815 (1815)
- Notice sur les possessions de la Société des forges de Ria dans les départements de l'Aude et des Pyrénées-Orientales. [Signé : Achille de Jouffroy. 25 août 1829.]
- Opinion émise par M. le Cte de Jouffroy, propriétaire du département de l'Indre, dans une commission convoquée par le préfet de ce département, pour aviser aux meilleurs moyens à employer pour encourager la reproduction et l'élève chevalines

### Sources
- Achille-François-Léonor de Jouffroy, marquis d'Abbans, inventeur (1785-1859), Les Contemporains, n° 717, 8 juillet 1906
- Alfred Prost, Le marquis de Jouffroy d'Abbans: inventeur de l'application de la vapeur à la navigation, Leroux, 1989
- Jean-Baptiste-Gabriel-Ferdinand de Bausset-Roquefort, Notice sur le marquis Achille de Jouffroy d'Abbans, 1864